# Georg Hollsten
Georg Hollsten, född 1704, död 2 augusti 1786, var en svensk borgmästare, riksdagsledamot och politiker.

## Biografi
Georg Hollsten föddes 1704. Han var 1736–1763 borgmästare i Hedemora. Han avled 1786.
Hollsten var riksdagsledamot för borgarståndet i Hedemora vid riksdagen 1738–1739, riksdagen 1740–1741, riksdagen 1742–1743, riksdagen 1746–1747, riksdagen 1751–1752 och riksdagen 1760–1762. Han var medlem i Hattpartiet.
Hollsten gifte sig andra gången med Anna norman.